# Castellamonte
Castellamonte (en piamontés Castlamont) es un municipio italiano de la provincia de Turín en la región del Piamonte, ubicado alrededor de 35 kilómetros al norte de Turín. A 31 de diciembre de 2004, tenía una población de 9.298 habitantes y un territorio de 38.5 km².
El municipio de Castellamonte contiene las frazioni (subdivisiones, principalmente pueblos y aldeas) de Sant'Antonio, San Giovanni, Spineto y Maglio.
Castellamonte limita con los siguientes municipios: Trausella, Meugliano, Rueglio, Cintano, Issiglio, Colleretto Castelnuovo, Lugnacco, Borgiallo, Castelnuovo Nigra, Vidracco, Parella, Quagliuzzo, Cuorgnè, Baldissero Canavese, San Martino Canavese, Torre Canavese, Bairo, Valperga, Salassa, Ozegna, y Rivarolo Canavese.
El territorio forma parte de la Comunità Montana Valle Sacra.

## Historia
Castellamonte  está entre las Ciudades condecoradas por el valor militar en la Guerra de Liberación habiendo recibido la Medalla de Plata al Valor Militar por los sacrificios de su población y por su actividad en la lucha partisana durante la Segunda Guerra Mundial. Entre las instituciones más antiguas de la ciudad está la Associazione Filarmonica Castellamonte - Scuola di Musica «Francesco Romana»  fundada oficialmente en el año 1822.

## Lugares de interés
El Sacro Monte di Belmonte, ubicado en el municipio de Valperga, pero con sede operativa en Castellamonte, fue inscrito en el año 2003 por la Unesco dentro del Patrimonio de la Humanidad junto con otros seis Sacromontes piamonteses. 

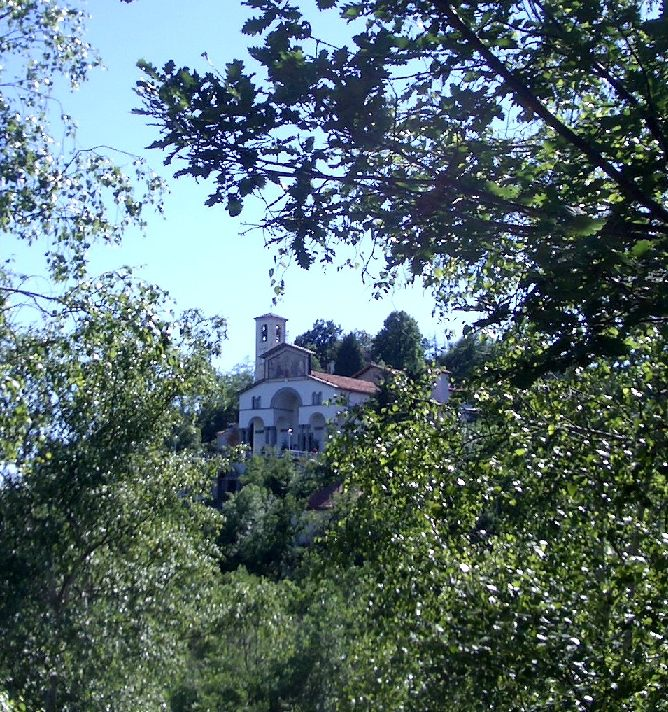
Sacro Monte di Belmonte
Panorama con vista del Santuario.

## Evolución demográfica
| Gráfica de evolución demográfica de Castellamonte entre 1861 y 2001 |
|                                                                     |
| Fuente ISTAT - elaboración gráfica de Wikipedia                     |